# Социальный маркетинг
Социальный маркетинг — инструмент маркетинга для улучшения жизни как отдельных людей, так и всего общества в целом.
Часто социальный маркетинг касается таких вопросов, как экология, медицина, благотворительность и т.п. Социальный маркетинг позволяет сфокусироваться и оказывать эффективную помощь отдельным группам населения.
Под термином социальный маркетинг также понимается работа компаний, направленная на продвижения бренда, улучшение восприятия бренда, в связи с некой его социальной ценностью.

## Понятие социального маркетинга
Впервые термин появился в 1971 году, когда один из авторитетных теоретиков маркетинга Филип Котлер обосновал необходимость применения социального маркетинга для устойчивого развития компании. В серии статей Филип Котлер, сначала вместе с Сидни Леви, затем с Джеральдом Залтманом значительно расширил сферу управления маркетингом.
В его определении решающим выступает коммуникационный фактор: «Социальный маркетинг — это понимание людей и такое с ними общение, которое ведет к усвоению ими новых взглядов. Изменение их позиции заставляет изменять собственное поведение, что оказывает влияние на решение той социальной проблемы, в которую вы вовлечены».
Под влиянием авторитета Ф. Котлера российский исследователь Е. П. Голубков под социальным маркетингом понимает «вид маркетинга, заключающегося в разработке, реализации и контроле социальных программ, направленных на повышение уровня восприятия определенными слоями общественности неких социальных идей, движений или практических действий».

## История
В послевоенные годы спрос на товары и услуги был чрезвычайно высок. Однако уже в начале 50-х годов представители бизнеса стали отмечать, что недостаточно просто создать продукт и вывести его на рынок. Потребность в предметах первой необходимости постепенно иссякала. Людям требовались продукты и услуги, выходящие за рамки этой категории. Производящие компании отреагировали на падение спроса. Началось изучение отдельных сегментов потребительского рынка. Это позволяло лучше понять те потребности, которые были у людей на тот момент или даже те, которые скоро появятся.
Стало очевидно, что компания может гораздо более эффективно удовлетворять целый спектр потребностей своих клиентов, обращаясь непосредственно к людям, изучая их ожидания, интересы. А чем больше степень удовлетворения потребностей клиентов, тем выше объём продаж, а, следовательно, и прибыль.
Идея маркетинга стала захватывать все сферы производства, сбыта и услуг. Фармацевтическая промышленность и здравоохранение не составили исключения. Именно через них в конце 60-х годов к обществу пришло понимание того, что маркетинг может быть социальным, и являться ценным инструментом для некоммерческих, благотворительных организаций.

## Современный социальный маркетинг
Сегодня все больше корпораций начинают заниматься проблемами общества, так как простое удовлетворение спроса не гарантирует успех. Чтобы выглядеть в глазах потребителей наилучшим образом, компании вынуждены наращивать паблицитный капитал, в частности — решать проблемы общества. Сейчас это принято называть социальным маркетингом или корпоративной социальной ответственностью.
Многие люди, знакомые с коммерческим маркетингом, полагают, что это понятие означает только лишь торговую или рекламную деятельность. На практике же социальный маркетинг охватывает буквально все сферы деятельности компании.
Не нужно путать социальный маркетинг с благотворительностью.
В настоящее время социальный маркетинг разделяют на три составляющие: спонсорство (продвижение брендов), фандрайзинг, и стимулирование продаж.
- Спонсорство — это наиболее популярный вид социального маркетинга. Это, как правило, оказание определенной помощи отдельным группам населения. Демонстрация обществу того факта, что компания заботится о нём. Обычно спонсорская помощь направлена либо на малоимущие слои населения, что вызывает определенный резонанс в СМИ, либо на спортивные мероприятия, что дает хороший рекламный отклик.
- Фандрайзинг — это комплекс мер, направленных на объединение разрозненных ресурсов с целью улучшения социально-экономического положения региона, в котором расположены эти ресурсы. К фандрайзингу относят такие мероприятие, как сбор средств через промышленные компании, конкурсы на гранты от благотворительных фондов, объединение компаний для создания важного социального проекта и так далее.
- Стимулирование продаж — это акции, направленные на формирование у потребителей (клиентов) определенной сопричастности какому-либо благотворительному или социально-полезному мероприятию.

Социальный маркетинг является составной частью международной маркетинговой практики, нацеленной на совершенствование социальной сферы. Несмотря на простоту данного определения, цели и направления деятельности, которые из него вытекают, являются новыми для многих российских организаций.

### Цели и задачи социального маркетинга
Целью социального маркетинга выступает адекватное восприятие конкретной целевой аудиторией социальной идеи или практики, а также «благополучие потребителей в долгосрочной перспективе, а не просто удовлетворение их краткосрочных нужд».
Задачи социального маркетинга:
1. Укрепление бренда в глазах потребителей.
2. Улучшение качества и условий жизни целевой группы.

### Этапы осуществления
1. Определение проблемы
Прежде всего надо определить, в чём состоит проблема, на кого и как она влияет. Определение проблемы — это начало всей программы социального маркетинга. Социальный маркетинг обычно нацелен на сложное, часто социально противоречивое поведение, с отложенными и отдаленными выгодами для аудитории, которая часто не осознает, что у них есть проблема, а тем более не ищет решения. Просчёты на этом этапе могут свести на нет все последующие усилия. Неполное определение или непонимание проблемы ведет к упрощенным и неэффективным программам. Чтобы избежать плохой проработки этапа, специалисту по социальному маркетингу необходимо осознать проблему с точки зрения человека или группы людей, на которых нацелена программа социального маркетинга. Для это специалисты могут опросить множество людей, которые имеют отношение к проблеме и могут повлиять на её решение.
2. Выбор соответствующих целевых аудиторий («People»)
Определение проблемы формирует выбор целевых аудиторий. Надо разделить потенциальную аудиторию на относительно однородные подгруппы и выбрать одну или несколько групп как основу для разработки программы социального маркетинга. Фундаментальные решения зависят от целей специалистов по социальному маркетингу и/или спонсоров. Если кампания социального маркетинга финансируется государством (как многие), то задача социального маркетинга — охватить самые неблагополучные слои общества. Хотя это могут быть и другие слои, но главное — чтобы она принесла пользу.
3. Дополнительные исследования целевых аудиторий
Нужно хорошо понять выбранную целевую аудиторию. На этом этапе специалисты по социальному маркетингу проводят личные интервью с членами группы, наблюдения и исследования для того, чтобы лучше узнать её интересы, отношение к предлагаемому изменению поведения, причины, по которым группа может не захотеть изменить поведение, что может привлечь её в этой перемене, какими средствами информации пользуется группа и другие сведения, полезные для программы социального маркетинга.
4. Разработка плана маркетинга
Эффективный план социального маркетинга должен составляться с такой же тщательностью, как и любой чисто коммерческий маркетинговый проект. 
План социального маркетинга должен включать четыре обязательных компонента, а именно: 
 — новый продукт и/или модель поведения, предлагаемые взамен прежних; 
 — «цена» этого изменения;
 — где и каким образом человек может получить этот продукт, информацию или любые другие предлагаемые средства; 
 — какие меры следует предпринять для поддержки конкретного плана маркетинга.
В плане также должны быть реалистично отражены желаемые результаты изменения поведения, временные рамки, и то, каким образом эти результаты будут оцениваться. Важно разработать всеобъемлющий план, поскольку скоординированные действия, направленные на четко определенную целевую аудиторию, гораздо более эффективны, чем одна массовая кампания для всех и каждого.
5. Планирование предполагаемого изменения поведения («Product»)
Специалистам по социальному маркетингу следует серьезно обдумать, какое именно изменение поведения предложить людям. В обширной научной литературе на тему о том, почему люди воспринимают нововведения, подчеркивается важность пяти важных факторов. Новые идеи, модели поведения, продукты принимаются с наибольшей вероятностью в тех случаях, когда можно ясно представить их положительный результат, а также когда «новое» совместимо с реальной жизнью людей. Важно, чтобы люди могли «попробовать» и оценить преимущества предложенного. Специалисты по социальному маркетингу стараются оптимально упростить предлагаемое ими изменение поведения, сделать его наиболее лёгким, чтобы оно с наибольшей вероятностью было принято целевой аудиторией.
6. Определение места желаемого изменения поведения
Понятие определения места подразумевает влияние на восприятие людей и их отношение к тому, что им предлагают. Целью специалиста по социальному маркетингу является побуждение людей к изменению их поведения путём определения места этого изменения в позитивном смысле (как благоприятное).
7. Разработка конкретной продукции
При всякой возможности специалисты по социальному маркетингу стараются предложить людям какой-либо конкретный (осязаемый) продукт, с помощью которого можно побудить человека изменить поведение и сделать это наиболее легко и эффективно. Отбор, разработка и пропагандирование продуктов, способствующих изменениям, часто отличает социальный маркетинг от других подходов к общественности, полностью опирающихся на средства рекламы.
8. Контроль стоимости и усвоение желаемой модели поведения («Price»)
Стоимость продукта определяется затратами на его приобретение. В контексте социального маркетинга стоимость в её денежном выражении часто не принимается в расчет, однако стоимость, выраженная в затраченном времени, усилиях, психологическом стрессе, может быть очень высока. Маркетинговый подход подразумевает получение людьми чего-то взамен старого — приобретение продукта или принятие новой модели поведения — в то время как они надеются улучшить свою жизнь, или, по крайней мере, не сделать её хуже, чем было прежде. 
Специалисты по социальному маркетингу часто не могут прибегать к снижению цены, так как в денежном выражении изменение поведения обычно равно нулю. «Затраты» для человека в этом случае часто выражаются в усилиях по преодолению собственной инерции и изменению давно устоявшихся привычек. Для уменьшения затрат специалисты по социальному маркетингу применяют два широких подхода:
1. повышение реальной ценности предлагаемого продукта;
2. повышение значимости принятия новой модели поведения путём уменьшения фактических и /или реальных затрат.

В ценообразование могут также быть включены определённые условия платежа, впоследствии уменьшающие денежную стоимость (обычно скромную).
9. Выбор участников / деятельности, требующих взаимодействия («Place»)
Производитель продукции нуждается в том, чтобы организовать один или несколько каналов для её распространения, для доставки готового продукта от места производства до потребителя. Некоторые программы социального маркетинга предлагают продукты, полагаясь на их непосредственное физическое получение потребителями. Другие программы социального маркетинга не имеют дела с конкретной продукцией, но нуждаются во взаимодействии с различными группами и агентствами для выполнения своей программы.
10. Планирование информационной программы («Promotion»)
Информационный или пропагандистский компонент программы социального маркетинга может включать в себя рекламу, связи с общественностью, обеспечение публичности, личный контакт и другие способы популяризации. Реклама в СМИ обычно является важным средством для объяснения смысла программы социального маркетинга. 
Должна быть выбрана подходящая аудитория, подготовлены соответствующие сообщения, которые затем следует регулярно транслировать в наиболее эффективной форме в СМИ, чтобы достигнуть нужной аудитории. Многие эффективные программы социального маркетинга признают преимущества использования различных средств коммуникации, которые усиливают и привлекают внимание к передаваемым сообщениям. 
Каждый элемент информационно-пропагандистского характера должен быть тщательно продуман и опробован заранее на выборочной целевой аудитории. Если какая-либо сложность выявлена заранее, сомнительное сообщение можно исправить или заменить. Любое кажущееся очевидным сообщение может быть неправильно истолковано: даже когда материалы фактически правильны, они бесполезны, если целевая аудитория не способна понять и применить их. В Национальном Институте по проблемам рака и в ЮНИСЕФ были разработаны и распространены руководства по предварительной проверке сообщений, относящихся к различным видам социального маркетинга.
11. Оценка эффективности программы социального маркетинга
Программы социального маркетинга требуют отслеживания каждого компонента по мере выполнения программы (формирующая оценка) в целях выявления недостатков и неожиданных препятствий, что позволяет корректировать программу на ходу. Результаты программы социального маркетинга также должны тщательно отслеживаться, чтобы определить степень их выполнения (окончательная оценка).
Большинство программ социального маркетинга финансируются правительственными учреждениями и некоммерческими организациями и имеют ограниченные бюджеты. Оценка затрат (включая добровольно затраченное время и материалы) и результатов выполнения программ помогут выбрать направление дальнейшей деятельности в области социального маркетинга и определить наиболее и наименее эффективные способы её осуществления.

### Примеры практик
Среди международных компаний
McDonald’s
В России:
- помощь конкретным детским домам;
- реабилитация детей с ограниченными возможностями (проекты в Санкт-Петербурге, Ярославле и Казани);
- создание условий для совместного проживания тяжело больных детей вместе с их родителями (проект «Семейная комната»);

В мире:
- в ряде ресторанов сети установлены энергосберегающие устройства — системы отопления за счет солнечной энергии и ветрогенераторы;
- в овощеводческих хозяйствах начинают использовать «зеленые» удобрения для выращивания экологически чистого картофеля;
- на молочных фермах установлены полностью автоматизированные доильные установки;
- «Бумажная коробочка от бургера сделана из вторичного сырья. Стакан с молочным коктейлем стал тоньше. Масло, на котором готовилась еда, не выбрасывают, а сохраняют в специальной ёмкости. Его смешивают с соляркой и получают биотопливо для грузовиков компани Одна только замена пластиковой миски для салата на бумажную экономит 1900 тонн материалов из невозобновляемых ресурсов. А 300 миллионов деревянных палочек для размешивания кофе делают ненужными восемь десятитонных грузовиков с пластмассой. Держатель, который не позволит клиенту захватить больше одной салфетки за раз, сэкономит тысячи тонн лесоматериалов».

Coca-Cola
В России:
- проведение совместных акций с благотворительными фондами «Новые имена», «Дети Марии», «Подари жизнь!».
- организация ежегодных весенних субботников «Зеленые команды». Это экологический проект, состоящий из серии мероприятий по очистке и облагораживанию городских парков, берегов рек, озёр и прудов, направленный на воспитание и поддержание экологической культуры среди населения. Проект существует в компании с 2004 года. За 10 лет реализации в ней поучаствовали более 40 тысяч человек, собравшие более 1000 тонн мусора[5].

В мире:
- инвестирование части прибыли в замену упаковки продукции, которая теперь состоит из полностью перерабатываемого сырья;
- партнерство с Глобальным фондом по борьбе со СПИДом, туберкулёзом и малярией;
- помощь защите популяции белых медведей на планете;
- участие в собственных программах по улучшению санитарного состояния поселений в Африке.

Среди российских компаний
Новосибирский завод «Винап», производитель пива «Товарищ Бендер»
Частью кампании по продвижению продукта стал автопробег по самой «раздолбанной» улице Новосибирска. Социальная цель акции состояла в привлечении внимания властей к плохому состоянию дорог города. Мощная PR-кампания в СМИ имела закономерный результат: число участников автопробега значительно превысило ожидаемое. При этом продажи пива марки «Товарищ Бендер» выросли на 5 %, а власти уже через неделю после акции начали ремонтировать улицу.
Российский банк «Сбербанк»
Клиенты, участвуя в совместной с Фондом «Подари жизнь!» программе, отчисляют 0,3 % годовых по специальному вкладу на оказание помощи детям с онкогематологическими и другими тяжелыми заболеваниями.
Российский банк «Уралсиб»
0,5 % годовых от вклада «Достойный дом детям» перечисляется Детскому фонду «Виктория».
Торговая марка «Зеленые листья» (Приморский край)
10 копеек с каждой проданной упаковки молочных продуктов перечисляются в Фонд детских домов Хабаровска.

## Будущее социального маркетинга
Социальный маркетинг наглядно демонстрирует свои возможности для усиления эффективности изменений в обществе. Поскольку это относительно новый подход, лишь немногие люди получают специальную подготовку для занятий социальным маркетингом.
Большинство специалистов в этой области имеют опыт работы в здравоохранении, образовании, средствах массовой коммуникации, социальной политике и, в редких случаях, маркетинге. Все они занялись социальным маркетингом, чтобы оказывать людям более скоординированную, целенаправленную и эффективную помощь в применении новых навыков поведения. По мере развития программ социального маркетинга, в этой области будет появляться все больше опытных профессионалов.
Последние достижения в медицине, технологии диагностики, охране окружающей среды и пропаганде здорового образа жизни открывают возможности передачи новой ценной информации избранным целевым аудиториям и широкой публике. С появлением новых научных открытий социальный маркетинг может сыграть свою роль в информировании и побуждении людей изменить свое поведение в меняющемся мире.
В современном мире много проблем, а, следовательно, немало вариантов и направлений развития социального маркетинга.
Социальный маркетинг активно используют все корпорации, которые когда-либо обвинялись в:
- нанесении вреда окружающей среде;
- негативном влиянии на здоровье людей;
- использовании детского труда или нарушении современных стандартов трудового кодекса;
- нарушении прав приватности и разнообразных свобод (касается, прежде всего, IT-корпораций).

Социальный маркетинг — прежде всего бизнес-инструмент. Он помогает улучшить имидж компании, создать образ «человечного бренда». Это не значит, что люди, которые занимаются помощью малоимущим, больным детям или просвещением не делают это искренне. Однако социальные проекты — все еще PR-инструмент. Пока они работают, на них можно тратить рекламные бюджеты.